# کانویر

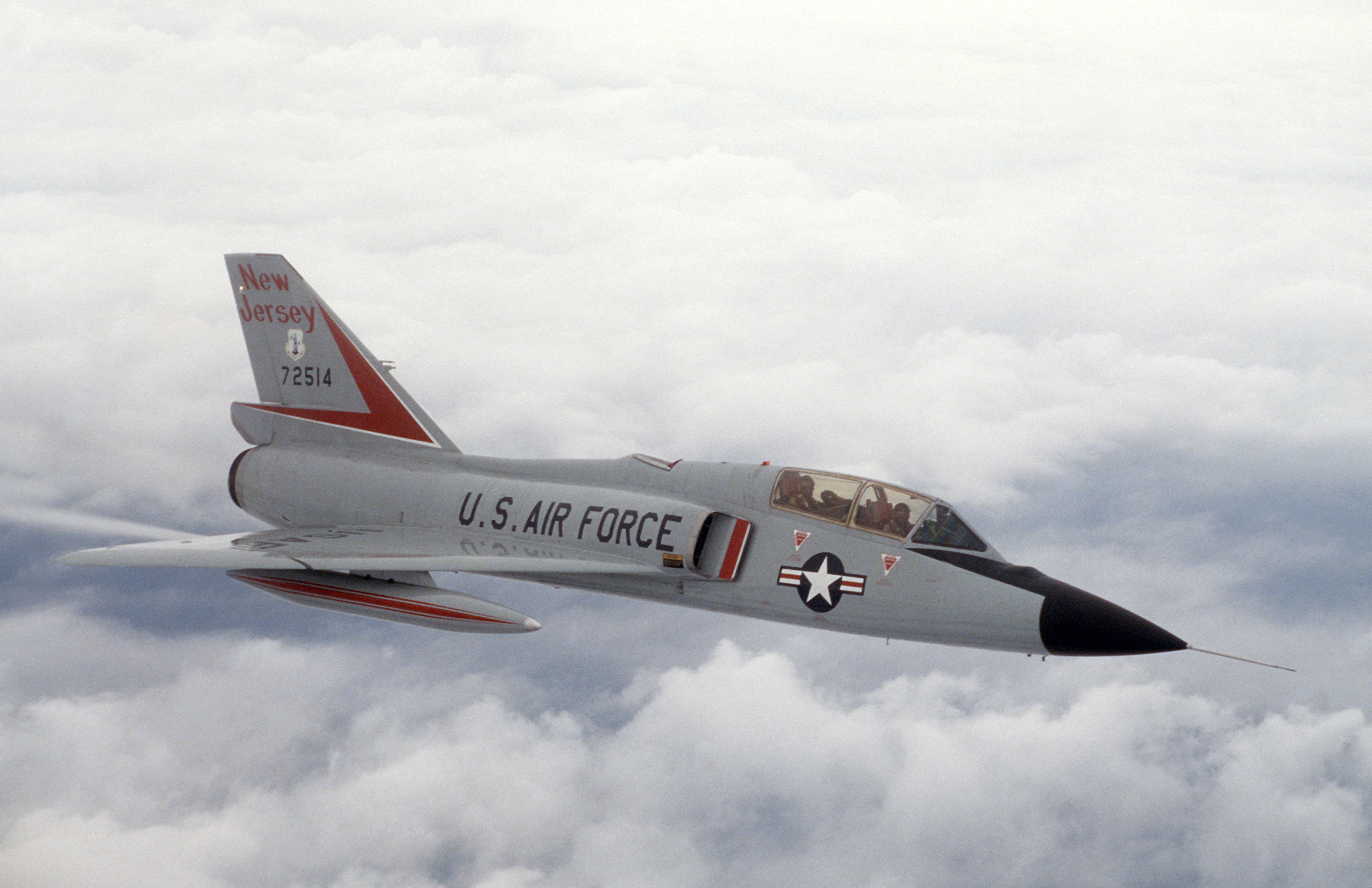
هواپیمای F-106 دلتا دارت

کانویر (انگلیسی: Convair) یک شرکت تولید هواگرد در آمریکا بود که بعدها به تولید موشک و فضاپیما نیز روی آورد. این شرکت هواپیماهایی نظیر کانویر بی-۳۶، کانویر ۸۸۰ و کانویر ۹۹۰ کورونادو را تولید کرد. در حوزه‌ی فضایی، کانویر تولیدکننده‌ی اولین راکت‌های اطلس بود که در برنامه فضایی مرکوری استفاده گردید.
در سال ۱۹۹۴ بیشتر قسمت‌های شرکت توسط جنرال داینامیکس به مک‌دانل داگلاس و لاکهید کورپوریشن فروخته شد و سایر قسمت‌های باقی‌مانده نیز غیرفعال گردیدند.